# Alfred Krupp

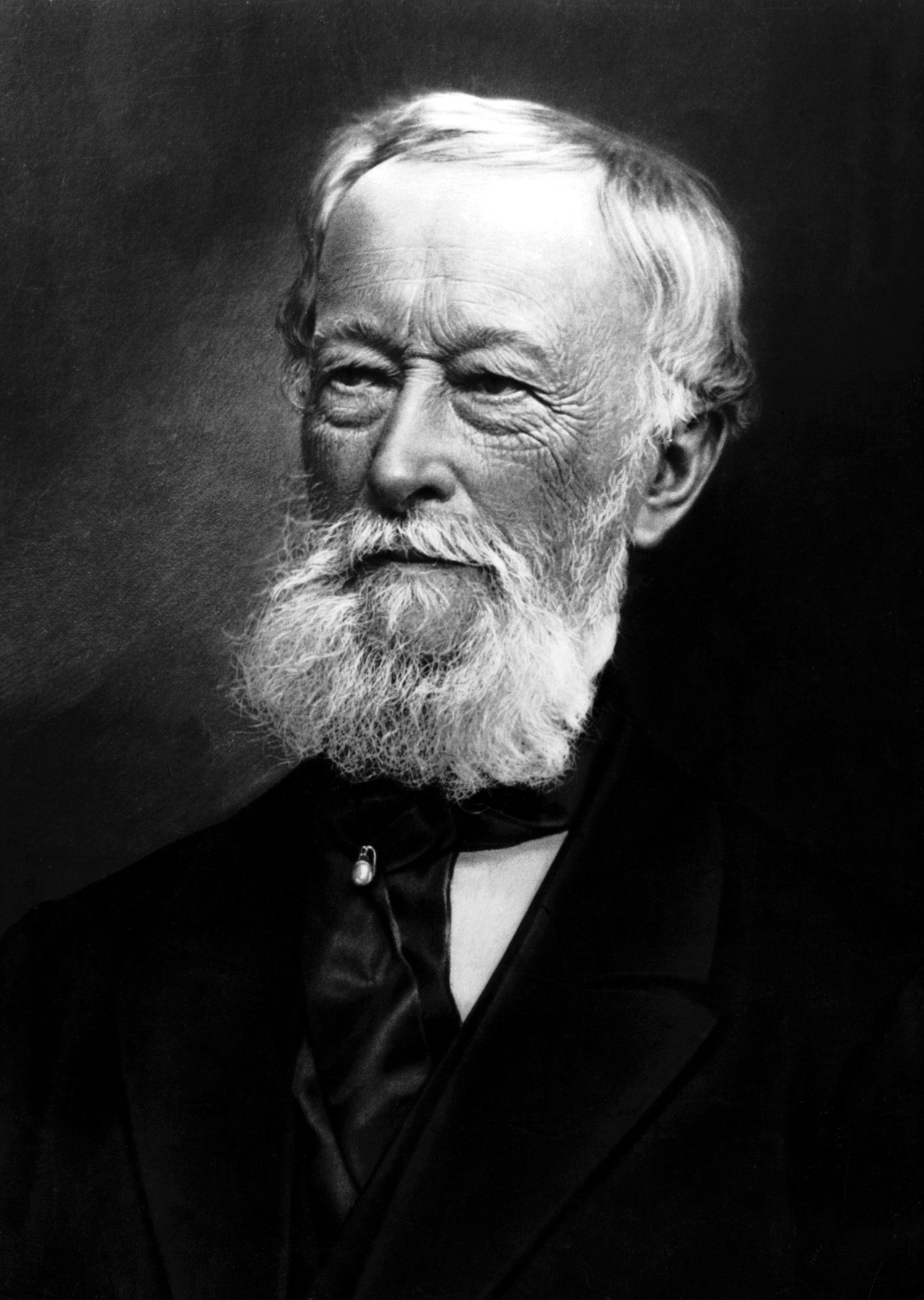
Alfred Krupp

Alfred Krupp (* 26. April 1812 in Essen; † 14. Juli 1887 ebenda, eigentlich Alfried Felix Alwyn Krupp) war ein deutscher Industrieller und Erfinder aus der Familie Krupp. Er baute die von seinem Vater Friedrich Krupp gegründete Kruppsche Gussstahlfabrik, die heute in der ThyssenKrupp AG aufgegangen ist
Dies bewerkstelligte er zunächst mit der Herstellung nahtloser Radreifen, die beim Ausbau des Eisenbahnwesens reißenden Absatz fanden, und später vor allem mit der Produktion von Rüstungsgütern. Alfred Krupp war der größte Waffenproduzent seiner Zeit, was ihm den Beinamen Kanonenkönig einbrachte. Seine verbesserten Artilleriegeschütze trugen sehr zum deutschen Sieg im Deutsch-Französischen Krieg bei.

## Leben

### Die Anfänge

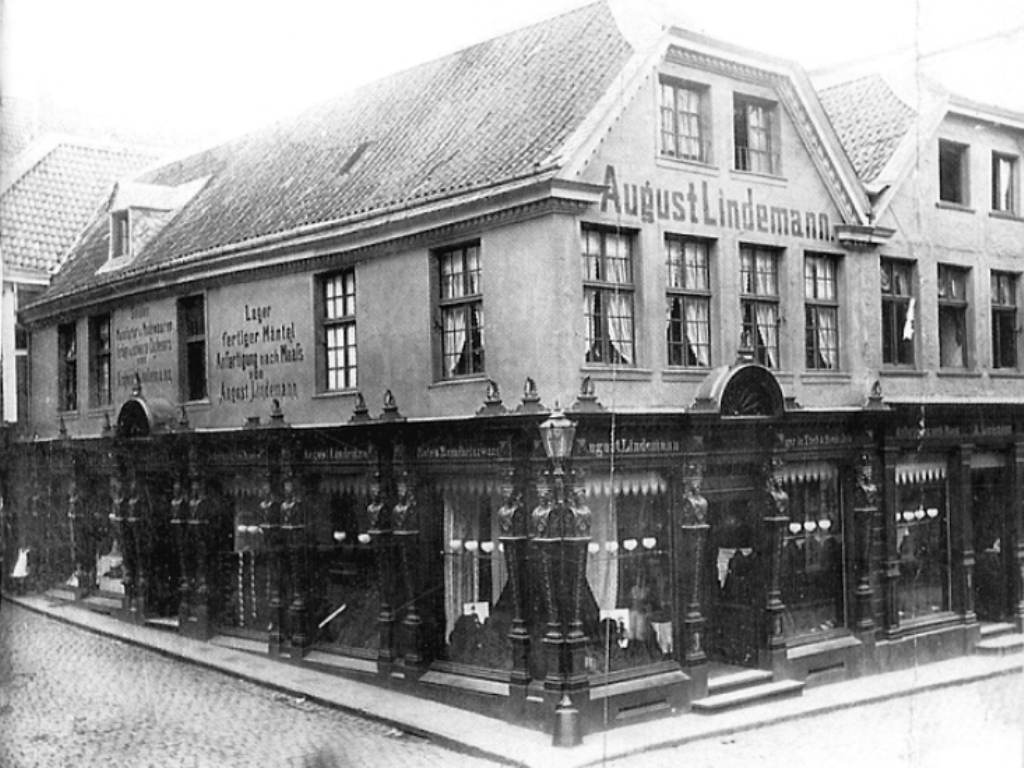
Geburtshaus von Alfred Krupp in Essen

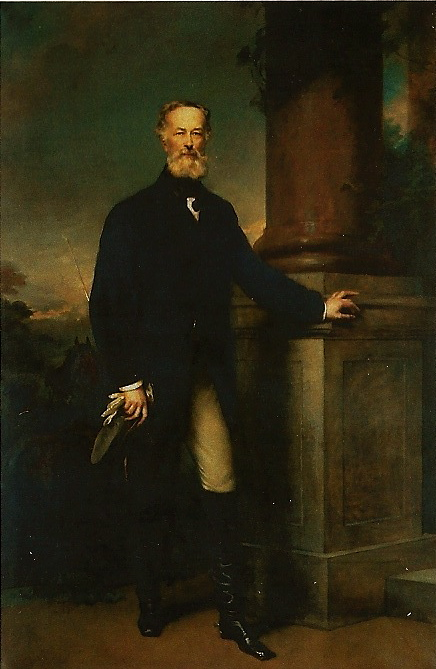
Alfred Krupp, erstes Gemälde von Julius Grün

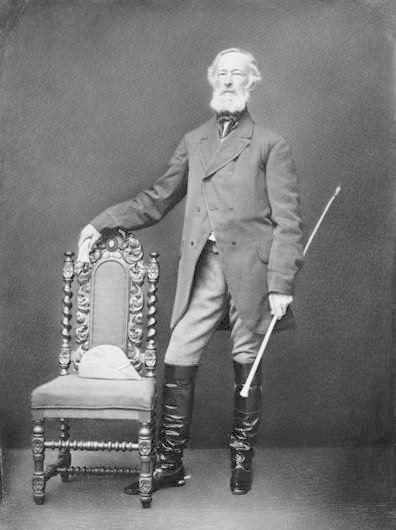
Alfred Krupp, im Reitergewand

Alfred Krupp war der älteste Sohn von Friedrich Krupp und dessen Frau Theresia Helena Johanna Wilhelmi. Das Geburtshaus war ein Stadthaus am Flachsmarkt 9 in Essen (zuletzt Geschäftshaus Lindemann), das 1891 für einen Neubau abgerissen wurde. Die Vorfahren der Familie Krupp waren Essener Ratsleute und angesehene Kaufleute. Als deren Stammvater gilt der niederländische Religionsflüchtling Arndt Kruipe († 1624).
Alfreds Vater war es zeitlebens nicht gelungen, die von ihm 1812 aus einer Walkmühle nördlich von Essen gegründete Gussstahlfabrik, bestehend aus Hammerwerk mit Steinschmelze, auf eine gesunde Wirtschaftsbasis zu stellen. Bis 1839 blieb dieses erste produktive Werk in Kruppschem Besitz. 1819 wurde die Fabrik auf das Familiengrundstück an die Altendorfer Chaussee verlegt. Durch diesen Neubau waren bald alle finanziellen Mittel aufgebraucht. 1824 ging das gemeinsame Geburtshaus am Flachsmarkt an die Gläubiger, so dass die Familie in das Aufseherhaus der neuen Fabrik zog, das von Alfred Krupp später zum Stammhaus Krupp erklärt wurde.
Als Alfred 14 Jahre alt war, starb sein Vater, der ihn zuvor noch in die Gussstahlherstellung eingewiesen hatte. Die Familie lebte zu diesem Zeitpunkt bei Friedrich Krupps Schwester Helene von Müller in Metternich, da die Versorgung nur dort gesichert war. Der Betrieb, der zu diesem Zeitpunkt sieben Arbeitnehmer beschäftigte und mit 10.000 Talern verschuldet war, ging an Friedrichs Ehefrau über, die nun gemeinsam mit ihrer Schwägerin eine Gesellschaft zur Gussstahlherstellung gründete. Der Gesellschaftsvertrag wurde von allen Erben Friedrichs und seiner Schwester als neuer Teilhaberin gemeinsam unterzeichnet. Alfred, der zunächst mit den Kindern von Franz Dinnendahl gemeinsam von deren Privatlehrer unterrichtet worden war und zu diesem Zeitpunkt das Königliche Gymnasium am Burgplatz besuchte, brach die Schule ab und übernahm die Leitung des Unternehmens von Mutter und Tante, das zunächst weiterhin mit wenigen Mitarbeitern produzierte. Erst ab etwa 1830 änderte sich die Situation. Durch die Entwicklung des Eisenbahnwesens in Deutschland und Europa stieg der Bedarf an Gussstahl, der zur Schienenherstellung und für Achsen benötigt wurde, stark. Krupp gelang es, Walzen aus Gussstahl herzustellen, und er lieferte solche zum ersten Mal am 26. August 1830 an die Firma Hüsecken in Hohenlimburg.
Die Gründung des Deutschen Zollvereins 1834 förderte den Güterverkehr in Deutschland. 1836 beschäftigte Alfred Krupp etwa 60 Arbeiter, um die er sich zeit seines Lebens kümmerte: Er führte eine Krankenversicherung ein und ließ – beginnend mit den Meisterhäusern – ab 1861 Werkswohnungen bauen. Im Gegenzug verlangte er Loyalität und Identifikation mit der Firma.
1838 meldete Krupp ein Patent für eine Löffelwalze aus Gussstahl zur Herstellung von Löffeln und Gabeln an. Alfred Krupp bereiste in den folgenden Jahren ganz Europa, immer auf der Suche nach Kunden, um das Geschäft am Leben zu erhalten. Sein Unternehmen expandierte zwar, Krupp mangelte es jedoch an Kapital und sah sich so dauernd mit der Gefahr eines Bankrotts konfrontiert. Im niederösterreichischen Berndorf gründete er mit dem Bankier und Geschäftsmann Alexander von Schoeller die Berndorfer Metallwarenfabrik, wo zuerst Essbestecke aus Silber, bald aber aus Alpacca hergestellt wurden. Als Krupp wieder nach Essen zurückkehrte, übernahm sein Bruder Hermann die Fabrik.
Vor seiner ersten Reise nach England 1838/39 begann Krupp, sich Alfred zu schreiben und behielt dies von da an bei.
Die Herstellung von Waffen begann als Hobby: Nach einer siebenjährigen Versuchszeit schmiedete Krupp 1843 in Handarbeit seinen ersten Gewehrlauf. Erste Versuche, Schusswaffen aus Stahl zu verkaufen, scheiterten kläglich, da die Militärs lieber auf solide Bronze vertrauten. In ihren Augen war Stahl zu eng mit Gusseisen verwandt, das zu spröde und deshalb für den Zweck der Geschützherstellung nicht verwendbar sei.
Er pflegte eine freundschaftliche Beziehung zu Friedrich Carl Devens (1782–1849) und dessen Familie. Krupp beschenkte Mitglieder der Familie Devens bei seinen Besuchen auf der nahegelegenen Knippenburg mit den in seinem Werk gefertigten Gussstahlläufen für Jagdgewehre und Scheibenpistolen. Auch war er öfter Gast auf Schloss Welheim, wo er den Schießplatz nutzte, um seine neuen Gewehrläufe zu testen.
1847 wurde die erste Kruppsche Gussstahlkanone hergestellt und dem preußischen Kriegsministerium zur Ansicht gegeben. Sie wurde jedoch direkt ins Arsenal verbracht und erst zwei Jahre später getestet. Die Resultate waren zwar hervorragend, das Ministerium sah aber dennoch keinen Grund, solche Kanonen zu bestellen.
1848 wurde Alfred Krupp Alleineigentümer der Essener Gussstahlfabrik, wo in den darauf folgenden Jahren zunächst weiterhin im Wesentlichen Walzen und Bestecke aus Gussstahl produziert wurden.

### Aufstieg

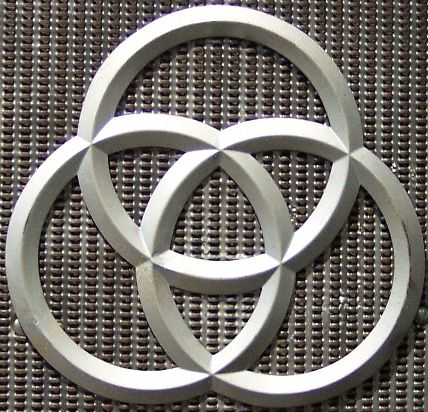
Die drei nahtlosen Eisenbahn-Radreifen von Krupp

Der endgültige Durchbruch gelang Alfred Krupp 1852/53 mit der Erfindung des nahtlosen Radreifens: Ein geschmiedetes längliches Stück Stahl wurde mittig gespalten, ringförmig auseinandergetrieben, gestreckt und schließlich gewalzt. Infolge dieses Wachstumsschubs beschäftigte die Firma in den 1850er Jahren rund 1.000 Arbeiter. Für Jahrzehnte waren Radreifen Krupps Kernprodukt, was vor allem daher rührte, dass es ihm gelang, für diese die Mehrzahl der US-amerikanischen Eisenbahngesellschaften als Kunden zu gewinnen. Bis heute stellt das Firmenzeichen des ThyssenKrupp-Konzerns drei versetzt aufeinander liegende Radreifen dar.
Um 1857 entwickelte Alfred eine eigene Version einer Hinterlader-Kanone, die er dem preußischen Militär 1858 vergeblich zum Kauf anbot, da der Unzuverlässigkeit des Verschlusses wegen berechtigte Zweifel an der Waffe bestanden. Alfred Krupp verfolgte jedoch weiterhin sein Ziel, sich als Waffenproduzent zu etablieren, und im April 1860 verkaufte er schließlich die ersten 312 Sechspfünder-Vorderlader aus Stahl an Preußen.

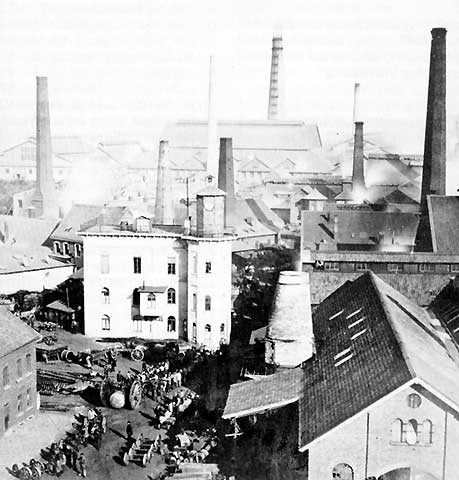
Gussstahlfabrik Essen im Jahre 1864

Sehr schnell wurden nun die Umsätze aus Waffenverkäufen gesteigert. Krupp lieferte Kanonen an alle europäischen Großmächte mit Ausnahme Frankreichs. Damit verbunden war ein weiteres Wachstum des Unternehmens, das durch die Einführung innovativer Produktionstechniken unterstützt wurde. 1861 entwickelte Krupp „Fritz“, den mit 50 Tonnen damals weltweit schwersten Schmiede-Dampfhammer. Gleichzeitig gelang Krupp mit Hilfe des Bessemer-Verfahrens, das er in England entdeckt und dann gekauft hatte, und des Siemens-Martin-Verfahrens als erstem deutschen Unternehmer die Massenproduktion von Stahl: Beide Verfahren wurden von Krupp als erstem Unternehmen Deutschlands eingesetzt.
1861 gründete Krupp innerhalb des Unternehmens eine Abteilung für Fotografie und legte damit den Grundstein für eine der größten historischen Foto-Sammlungen weltweit. Im Archiv des Historischen Archivs der Alfried Krupp von Bohlen und Halbach-Stiftung befinden sich heute rund 2 Millionen dieser Fotografien, darunter Daguerreotypien, die die ersten Aufnahmen vom Prozess der industriellen Stahlproduktion darstellen.
Nicht zuletzt wegen der Überlegenheit der Kruppschen Stahlgeschütze gegenüber den dänischen Bronzekanonen gewann Preußen 1864 den Deutsch-Dänischen Krieg. Im Jahre 1866 standen sich im Deutschen Krieg dann erstmals Heere gegenüber, die beide von Krupp ausgerüstet worden waren. Doch ein Jahr später wurde die Hinterlader-Kanone durch die Entwicklung des Rundkeil-Verschlusses durch Krupp perfektioniert. Der Deutsch-Französische Krieg, der unter anderem durch die, im Vergleich zu den französischen Bronzekanonen, doppelte Reichweite der preußischen Stahlkanonen entschieden wurde, machte Krupp schließlich reich. Das damals neueste der Krupp-Geschütze war die 4-Pfünder-Feldkanone C/67, ein Hinterlader-Geschütz, das seine verheerende Wirkung durch Kombination von hoher Kadenz (bis zu zehn Schuss pro Minute) und großer Reichweite (mit Kaliber 8 cm maximal 3.450 m) bei guter Trefferleistung insbesondere während der Schlacht bei Sedan bewies.

### Unternehmen
In den Gründerjahren nach der Formierung des Deutschen Reiches verdoppelte sich die Produktion der deutschen Schwerindustrie und die Firma, wie man Krupp nun allgemein nannte, wurde das größte Industrieunternehmen Europas. Essen wurde Kruppstadt und wuchs um zehntausende Einwohner an. Trotzdem war Krupp ständig in Gefahr bankrottzugehen, so beispielsweise nach dem Gründerkrach des Jahres 1873, in dessen Folge die deutsche Schwerindustrie aufgrund hoher Überkapazitäten in Schwierigkeiten kam. Als Ergebnis schuldete Krupp den Banken die beträchtliche Summe von 30 Millionen Goldmark, konnte die Verbindlichkeiten jedoch dank des Eisenbahnbooms in den USA recht schnell abbezahlen.

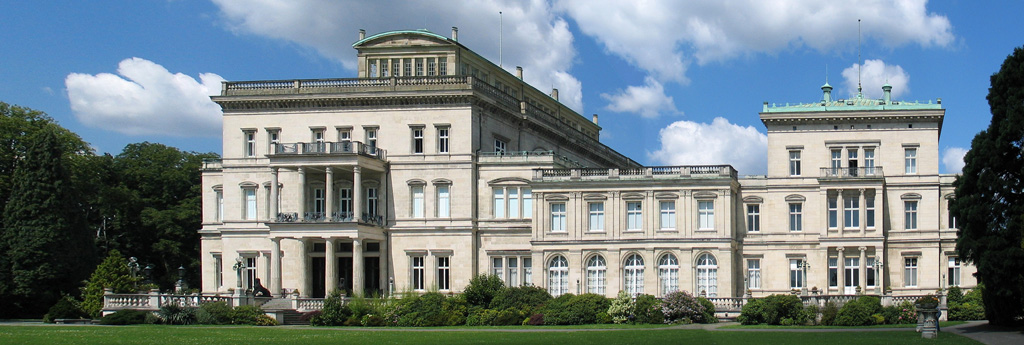
Villa Hügel (Gartenseite), links die Bibliothek, mittig verbindend der Gobelinsaal, rechts das heutige Krupp-Museum

Ebenfalls in diese Zeit fiel der Bau der Villa Hügel, des prächtigen „Stammschlosses“ der Krupps, dessen technischer Innenausbau von Alfred Krupp persönlich entworfen wurde. Aus Angst vor Feuer wurde es ohne jegliche brennbare Materialien gebaut und mit seinen technischen Einrichtungen – u. a. Heizung, Speisenaufzüge – ein Symbol der Industrialisierung.
Als Reaktion auf einen im Jahre 1871 von der Sozialdemokratischen Arbeiterpartei (SDAP) organisierten Generalstreik veröffentlichte er 1872 das Generalregulativ, das an alle Arbeiter verteilt wurde. In seinen 72 Paragraphen, die bis zum Ende der Firma als Familienunternehmen 1967 gültig blieben, werden die Rechte und Pflichten der „Kruppianer“ penibel beschrieben:

„Untreue und Verrat muss mit aller gesetzlichen Strenge verfolgt werden … denn wie aus dem Samen die Frucht hervorgeht und je nach seiner Art Nahrung oder Gift, so entspringt dem Geist die Tat – Gutes oder Böses.“

Die den Arbeitern auferlegten Pflichten waren streng, im Gegenzug wurden jedoch umfangreiche Sozialleistungen gewährt. So konnten die Arbeitnehmer verbilligten Wohnraum nutzen, und sie erhielten Krankenversicherungsschutz. Erstmals in Deutschland wurde zusätzlich demjenigen, der zeit seines Lebens bei Krupp beschäftigt war, eine betriebliche Altersversorgung gewährt. Wurde ein Arbeiter entlassen, so verlor er alle diese Privilegien. Die spätere Sozialgesetzgebung Otto von Bismarcks orientierte sich weitgehend am Kruppschen Generalregulativ.
In den 1880er Jahren wurde die Konkurrenz der amerikanischen Stahlindustrie erdrückend. Krupp verlor den amerikanischen Markt und damit sein Hauptabsatzgebiet für Radreifen. Fortan konzentrierte er sich auf Rüstungsproduktion und -entwicklung. Gleiches galt für seine beiden größten Konkurrenten, den Franzosen Henri Schneider und den Engländer William Armstrong. Die drei zusammen lieferten die Waffen für die europäische Rüstungsspirale, deren Resultat später die Materialschlachten des Ersten Weltkriegs waren.
In Deutschland kämpfte Alfred Krupp unterdessen gegen die Sozialistische Arbeiter-Partei. So fürchtete er bei Umsetzung der sozialistischen Ideen nicht nur einen Bankrott, sondern er betrachtete seine Arbeiter als sein Eigentum, denen er auch Vorschriften hinsichtlich Meinungsäußerungen und Wahlverhalten machen wollte. Es wurde eine schwarze Liste derjenigen Arbeiter geführt, die an Demonstrationen teilnahmen; wer auf ihr notiert war, wurde entlassen, beziehungsweise erst gar nicht eingestellt. Vor jeder Reichstagswahl wurden die Arbeiter aufgefordert, nicht die SDAP zu wählen.
Sein Sohn Friedrich Alfred Krupp erbte die Firma, die mittlerweile 20.000 Beschäftigte hatte.

## Persönlichkeit

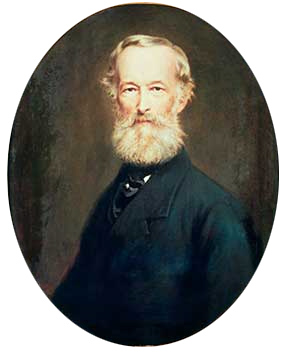
Alfred Krupp, zweites Gemälde von Julius Grün

Bereits im Alter von 17 Jahren war Alfred Vater eines unehelichen Sohnes geworden. Dieser ging aus einer Affäre mit der 23-jährigen Tochter des Kleinbauern Wickenburg-Löbbert hervor, dessen Hof sich damals unweit der Gussstahlfabrik befand. Mit einem geschlossenen Vergleich über 300 Taler, was einem Jahreseinkommen dreier Arbeiter gleichkam, verzichtete die junge Mutter für sich und ihr zu gebärendes Kind für alle Zeit auf jedwede Ansprüche gegenüber der Familie Krupp. Der spätere weltweite Erfolg der Gussstahlfabrik war zu dieser Zeit in keiner Weise vorhersehbar.
Alfred Krupp heiratete 1853 die rund zwanzig Jahre jüngere Bertha geb. Eichhoff (* 13. Dezember 1831; † 4. September 1888). Die beiden hatten zusammen einen Sohn, Friedrich Alfred. Insgesamt verlief die Ehe vermutlich nicht recht glücklich. Alfred Krupps fast ausschließliches Interesse galt dem Unternehmen, in das er seine ganze Zeit investierte. Seine Frau konnte sich wegen der industriellen Verschmutzung mit der Stadt Essen nicht anfreunden. Bertha verbrachte daher die meiste Zeit des Jahres mit ihrem Sohn Friedrich in Italien. Der Überlieferung nach zog Bertha Krupp 1882 nach Leipzig und ist dort zuletzt 1888 im Adressbuch wohnhaft in Leplaystrasse 1, I. „Privata“ zu finden.
Alfred Krupp war einerseits ein unermüdlicher Arbeiter, der sich nie auf Erfolgen ausruhte, und andererseits ein Hypochonder, der unter Depressionen litt und dann über Wochen und Monate das Bett nicht verließ. Sein persönlicher Leibarzt war Moses Hirschland, den er vermutlich schon zu Schulzeiten kennengelernt hatte.
Seine Einstellung als Arbeitgeber war die eines Patriarchen, der von seinen Arbeitnehmern nicht nur Respekt, sondern auch Gehorsam forderte und dafür eine umfassende Versorgung gewährte. Unternehmerisch war Krupp von sich selbst überzeugt. Mit diesem ausgeprägten Selbstbewusstsein empfing er in der Villa Hügel die europäischen Machthaber. Könige und Kaiser kamen zu Besuch, nicht aus gesellschaftlichen Gründen, sondern als Kunden. Daher lehnte er auch 1865 den Adelstitel ab, der ihm vom preußischen König angeboten worden war. Das sei „seinen Wünschen nicht entsprechend“. Er heiße Krupp, und das sei genug. Krupps Leitgedanke, den er 1873 anlässlich des 25-jährigen Jubiläums seiner Besitzübernahme der Gussstahlfabrik formulierte, wird als Beispiel für die protestantische Arbeitsethik gedeutet: „Der Zweck der Arbeit soll das Gemeinwohl sein, dann bringt Arbeit Segen, dann ist Arbeit Gebet.“
Bekannt ist Krupps Graphomanie. Er hatte ein großes Bedürfnis, sich mitzuteilen, und schrieb im Laufe seines Lebens mehrere Tausend Briefe – manchmal derselben Person mehrere an einem Tag. Er verfasste auch eine Unzahl an Memoranden an seine Arbeiter. 1877 richtete Krupp „ein Wort an meine Angehörigen“. Dort hieß es: „Ich habe die Erfindungen und neuen Produktionen eingeführt, nicht der Arbeiter. Er ist abgefunden mit seinem Lohne, und ob ich darauf gewinne oder verliere, das ist meine eigene Sache“. Im Übrigen befahl er seinen Arbeitern: „Genießet, was Euch beschieden ist. Höhere Politik treiben erfordert mehr freie Zeit und Einblick in die Verhältnisse, als dem Arbeiter verliehen ist.“
Trotz des Besitzes der Villa nutzte Krupp weiterhin das kleine Haus, das sein Vater auf dem Fabrikgelände in Essen gebaut hatte, das Stammhaus Krupp. Hier bewahrte Alfred Krupp eine Personenwaage in Form eines Stuhls auf, auf den er Besucher setzte und deren Gewicht notierte. Der erste Eintrag im Buch wurde 1866 gemacht, und der letzte 1899. Die Tradition wurde also nach Krupps Tod fortgeführt.

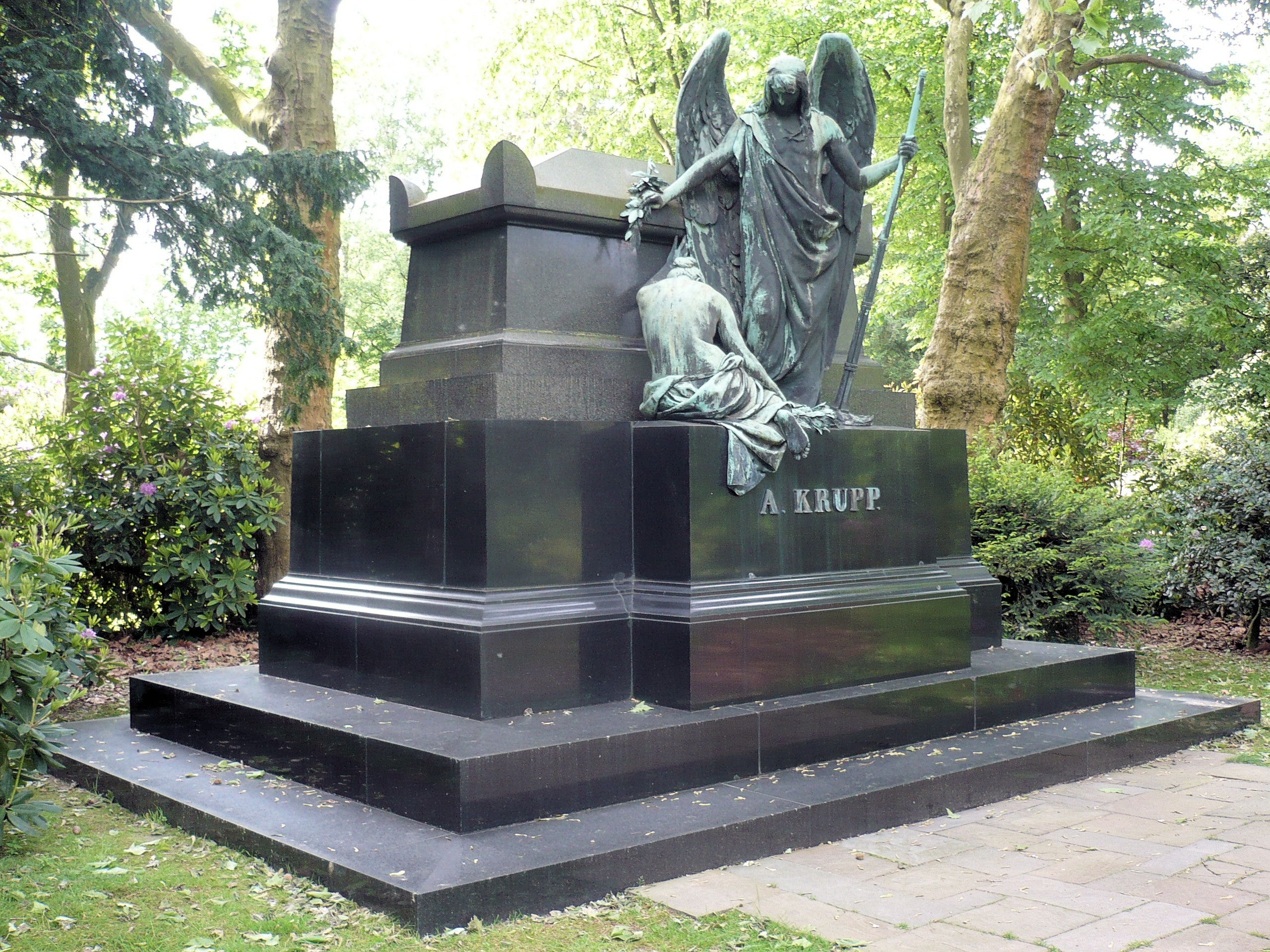
Grabmal auf dem Friedhof Bredeney: schwarzer Sarkophag mit zwei figürlichen Bronzeskulpturen

Unbelegt ist die Anekdote, dass Krupp den Geruch von Pferdedung liebte und sich deshalb sein Arbeitszimmer über den Pferdeställen der Villa Hügel bauen ließ, um sich über Belüftungsschächte der mit Dunggeruch gewürzten Landluft zu versichern.
1887 starb Alfred Krupp 75-jährig an einem Herzinfarkt. Er wurde auf dem damaligen Friedhof am Kettwiger Tor an der Hohenburgstraße in Essen beigesetzt. Wegen Erweiterung des Bahnhofsvorplatzes 1910 wurde das Grab an die Freiheit südlich des Hauptbahnhofes verlegt. 1955 zwangen kommunale Baumaßnahmen erneut zu einer Verlegung der Grabstätte. Sie befindet sich seitdem auf dem städtischen Friedhof Bredeney an der Westerwaldstraße in Essen.

## Ehrungen und Auszeichnungen
Alfred Krupp zu Ehren wurden einige Denkmäler errichtet, darunter das Alfred-Krupp-Denkmal an der Marktkirche, das bereits zwei Jahre nach seinem Tod aufgestellt worden war, sowie das Alfred-Krupp-Denkmal aus dem Jahr 1892, das einst am Tor zur Gussstahlfabrik seinen Platz hatte und von der Belegschaft gestiftet wurde.
Bereits 1862 hatte der Verein Deutscher Ingenieure (VDI) auf seiner Hauptversammlung im September 1862 Alfred Krupp zu seinem Ehrenmitglied ernannt. Er war außerdem Ehrenmitglied des Londoner Iron and Steel Institute.
Krupp wurde der zweithöchste preußische Verdienstorden, der Rote Adler-Orden 2. Kl. mit Eichenlaub, verliehen.

## Trivia
Am 26. April 2012 jährte sich Alfred Krupps Geburtstag zum 200. Mal. Aus diesem Anlass zeigte das Ruhrmuseum bis 4. November 2012 die Sonderausstellung 200 Jahre Krupp.

## Medien
- Peter Märthesheimer: Krupp oder Die Erfindung des bürgerlichen Zeitalters. WDR Hörspiel, 2002.